# Aqueduto de Cornalvo
O aqueduto de Cornalvo  é o mais antigo das três conduções de água que abasteciam a Augusta Emerita. É uma construção de engenharia civil para o transporte de água desde o reservatório de Cornalvo, a sete quilómetros da atual cidade de Mérida, em Espanha. Tradicionalmente datou-se a sua origem na cidade de Augusta Emerita, capital da província da Lusitânia, no Império Romano, no século I, perdurando o seu uso durante vários séculos. Faz parte do conjunto arqueológico de Mérida, declarado Património da Humanidade pela Unesco em 1993. Trazia o água dos mananciais situados junto ao reservatório romano de Cornalvo e, do mesmo modo que os demais aquedutos, este também teve passar por uma área com grande desnível, para o qual se levantou um trecho construído com arcos entre pilares.